# Cascadas del Huéznar
Las cascadas del Huéznar o Huesna forman un monumento natural de 16 196 m² en una pequeña zona del río Rivera del Huéznar, en el municipio español de San Nicolás del Puerto, dentro del parque natural Sierra Norte de Sevilla.
El monumento natural, situado a unos 2 km aguas abajo de San Nicolás del Puerto, presentan una serie de pequeñas cascadas y pozas rodeadas de abundante vegetación de ribera.
Las cascadas constituyen un ejemplo de travertino de río, en los que las aguas ricas en carbonato de calcio van produciendo depósitos de este mineral que recubren las paredes y el final de la cascada, creando formas de toboganes y cortinas de roca. Este recrecimiento compensa en alguna medida la acción erosiva de la cascada, pudiendo producir incluso su avance y aumento de altura. El agua de la Ribera del Hueznar es rica en carbonato de calcio debido a que procede fundamentalmente del acuífero kárstico de Guadalcanal - San Nicolás del Puerto, donde el agua disuelve en gran medida la roca caliza que lo forma.
La zona está poblada por un espeso bosque en galería de olmos, fresnos, sauces y alisos.

## Uso público
Las actividades de uso público están restringidas en la zona, no estando permitido el baño recreativo en las cascadas.